# Eluviální horizonty
Eluviální horizonty (zkráceně Horizont E) jsou diagnostické horizontální celky půdního profilu určující charakter půdotvorných procesů v nich probíhajících. Nacházejí se zpravidla pod A horizonty a nad B horizonty. Je nutné si však uvědomit, že v některých půdách tyto horizonty mohou chybět. Jsou charakterizovány vybělením, tedy ztrátou určitých složek (Al, Fe, jíl, Fe s Mn). Probíhají v nich půdotvrorné procesy typu ilimerizace, oglejení či podzolizace. Dle typu půdotvorného procesu se dělí na Ep, El a Eg, setkáváme se i s Ecu (viz níže).

## Rozdělení
Na území ČR byly popsány tyto eluviální horizonty:
- Ep – eluviální podzolový horizont. Hlavním půdotvorným procesem je podzolizace, setkáváme se s ním u půd podzolových.
- El – eluviální luvický horizont.
- Eg – hydromorfně eluviální horizont. Je laterálně vybílený. Nachází se na svazích hydromorfních půd.

- Ecu – eluviální konkrecionální horizont. Setkáváme se s ním u pseudoglejů.